# Møldrup
Møldrup is een plaats en voormalige gemeente in de Deense regio Midden-Jutland, gemeente Viborg. De plaats telt 1301 inwoners (2008).

## Voormalige gemeente
Møldrup was tot 2007 een gemeente in Denemarken. De oppervlakte bedroeg 211,99 km². De gemeente telde 7670 inwoners waarvan 3861 mannen en 3809 vrouwen (cijfers 2005). Møldrup werd bij de herindeling in 2007 toegevoegd aan de vergrote gemeente Viborg.